# Глазачево (Дмитровский городской округ)
Глазачево — деревня в Дмитровском районе Московской области, в составе сельского поселения Куликовское. До 2006 года Глазачево входило в состав Зареченского сельского округа.

## Расположение
Деревня расположена на северо-западной части района, примерно в 13 км к северо-западу от Дмитрова, у истоков одного из ручьёв бассейна реки Яхромы, высота центра над уровнем моря 136 м. Ближайшие населённые пункты — примыкающее на севере Насадкино, Фофаново на юго-западе и Банино на юге.

## Население
| 2002 | 2006 | 2010 |
| ---- | ---- | ---- |
| 12   | ↗16  | ↗17  |